# نابتة عرسية
النابتة العرسية (بالإنجليزية: Gametophyte)‏ طور فرداني (أحادي الصبغيات)، متعدد الخلايا من النباتات الطحالب يخضع لتعاقب الأجيال، وكل خلية من خلاياه تحتوي على مجموعة واحدة فقط من الصبغيات. تنتج النابتة العرسية أعراساً (أو أمشاجاً) (بالإنجليزية: Gamete)‏ ذكرية أو أنثوية (أو كليهما)، من خلال عملية انقسام خليوي تسمى انقسام فتيلي.
ينتج اندماج الأمشاج من الذكور والإناث لاقحة ضعفانية تتطور نتيجة تكرار الانقسام الفتيلي إلى نابت بوغي متعدد الخلايا. ولأن النابت البوغي هو نتاج اندماج عرسين فردانيين، تصبح خلاياه ضعفانية، أي تحتوي على طقمين من الصبغيات. ينتج النابت البوغي الناضج أبواغاً من خلال عملية انقسام تسمى الانتصاف أو الانقسام المنصف (بالإنجليزية: Meiosis)‏، لأنه يتم فصل أزواج الصبغيات مرة أخرى على شكل طقوم منفردة. تكون هذه الأبواغ فردانية وتتطور إلى نابتة عرسية فردانية.
في الطحالب، والمرشانتيات (باللاتينية: Marchantiophyta) والنباتات اللاوعائية، تكون النابتة العرسية هي المرحلة الشائعة للنبات. تسمى مرحلة التطور المبكرة في النابتة العرسية (مباشرة بعد إنتاش بوغ الانقسام) الخيط الأولي (باللاتينية: Protonema). في معظم النباتات الأرضية الأخرى تكون النابتة العرسية صغيرة جداً، كما في السراخس وأقاربها. بل قد تختزل إلى بضع خلايا، كما هو الحال في النباتات المزهرة (كاسيات البذور)، حيث من المعروف أن النابتة العرسية الأنثوية (كيس الجنين) تسمى (بالإنجليزية: megagametophyte)‏ بينما تسمى النابتة العرسية الذكرية (اللقاح) (بالإنجليزية: Microgametophyte)‏.
في بعض الطحالب الخضراء المتعددة الخلايا، والطحالب الحمراء، والطحالب البنية (Ulva على سبيل المثال)، تكون النوابت البوغية والنوابت العرسية تماثلية (بالإنجليزية: Isomorphic)‏، ولكن في بعض الأنواع يمكن أن تكون النابتة العرسية مختزلة.